# Sindrome postcommozionale
La sindrome postcommozionale è uno stato morboso che si presenta nei giorni o settimane successive a un trauma cranico e di cui la sintomatologia tipica comprende: cefalee di ogni tipo; intolleranza al rumore; affaticamento visivo; disturbi di memoria; difficoltà di concentrazione con diminuzione dell'efficienza; disturbi del sonno; modificazioni del comportamento con manifestazioni colleriche; tendenze depressive con irritabilità e suscettibilità.